# Stonewall (Carolina do Norte)
Stonewall é uma cidade  localizada no estado norte-americano de Carolina do Norte, no Condado de Pamlico.

## Demografia
Segundo o censo norte-americano de 2000, a sua população era de 285 habitantes.
Em 2006, foi estimada uma população de 274, um decréscimo de 11 (-3.9%).

## Geografia
De acordo com o United States Census Bureau tem uma área de
5,3 km², dos quais 4,4 km² cobertos por terra e 0,9 km² cobertos por água.

## Localidades na vizinhança
O diagrama seguinte representa as localidades num raio de 16 km ao redor de Stonewall.